# Emanuel Mendel

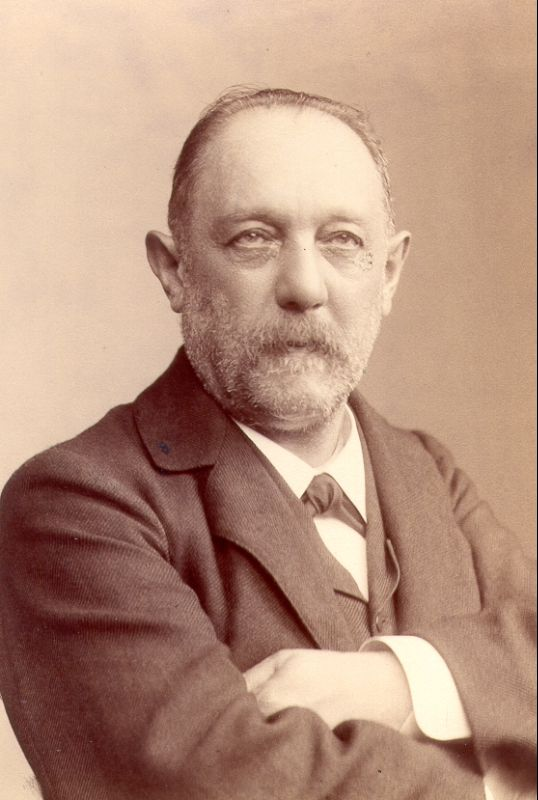
Emanuel Mendel

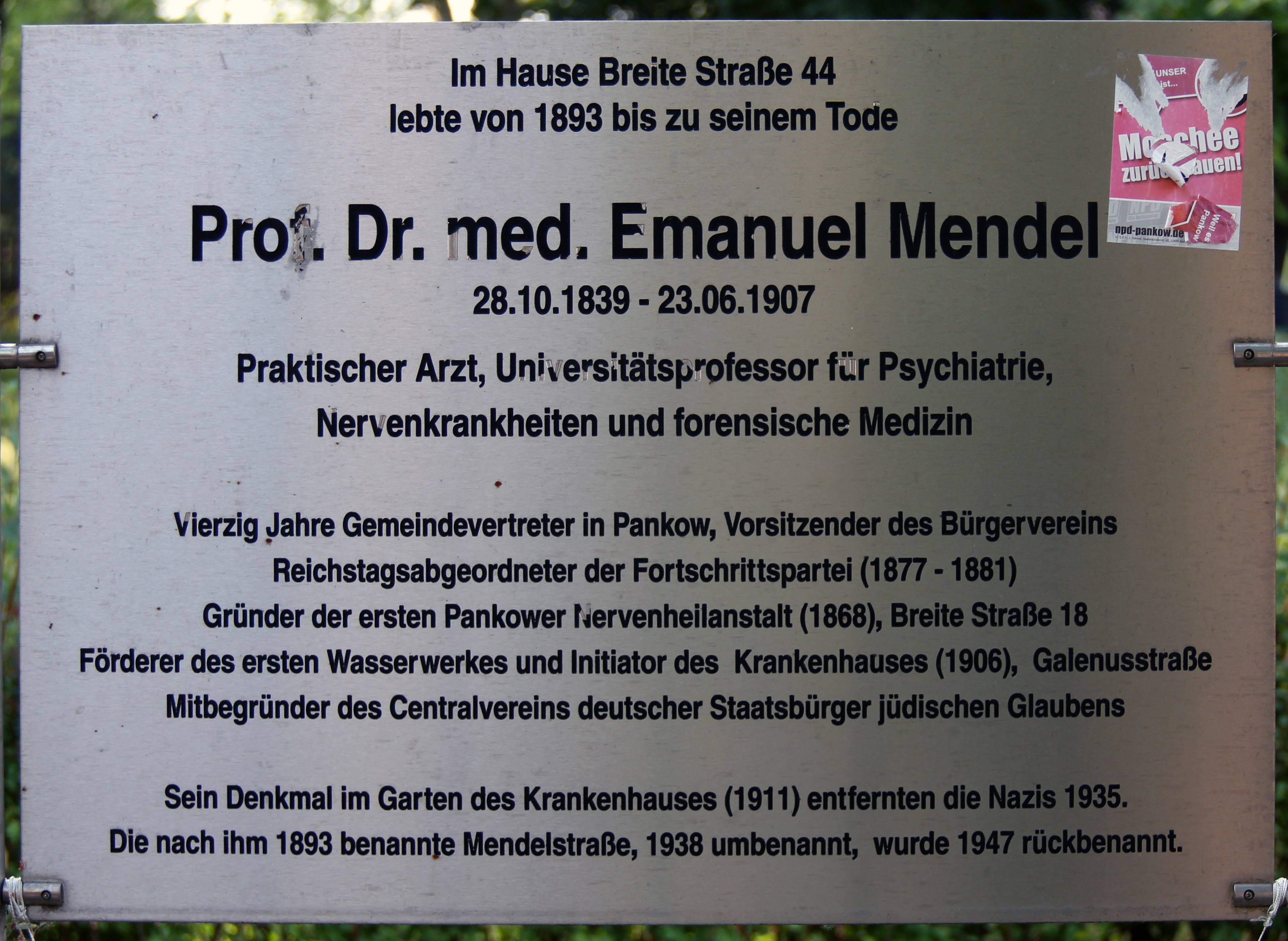
Gedenktafel, Breite Straße 44, in Berlin-Pankow

Emanuel Mendel (* 28. Oktober 1839 in Bunzlau, heute Bolesławiec in Niederschlesien; † 23. Juni 1907 in Pankow bei Berlin) war ein deutscher Neurologe und Psychiater sowie Politiker.

## Leben
Mendel studierte in Breslau und Berlin Medizin und promovierte 1860 über Epilepsie. Während seines Studiums wurde er 1856 Mitglied der Burschenschaft Raczeks. Anschließend arbeitete er in der Praxis des Pankower Arztes Eduard Heymann. Er übernahm die Praxis 1864 und richtete 1868 eine Klinik für Nervenkranke in der Pankower Breiten Straße 18/18a ein. In der Folge spezialisierte er sich auf Neurologie und Psychiatrie, hospitierte bei Rudolf Virchow und Wilhelm Griesinger und habilitierte sich 1873. Ab 1884 lehrte er mit einer außerordentlichen Professur an der Friedrich-Wilhelms-Universität Berlin Psychiatrie und Neurologie sowie forensische Psychiatrie und wurde Direktor der Nervenklinik. 1885 gab er die Leitung seiner eigenen Nervenheilanstalt ab und verkaufte diese zehn Jahre später an Gustav Scholinus. Sigmund Freud hatte 1886 in Mendels Anstalt hospitiert und publizierte auch in der Zeitschrift Neurologisches Centralblatt, die Mendel 1882 gegründet hatte und bis zu seinem Tod herausgab. Anschließend übernahm Mendels Sohn Kurt die Herausgeberschaft.
Emanuel Mendel gehörte als Mitglied der Fortschrittspartei dem Kreistag Niederbarnim an. 1893 ermöglichte er mit der Schenkung eines Grundstücks den Bau eines Wasserwerks in Pankow. Auf seine Initiative hin wurde 1905/06 in der Galenusstraße in Pankow ein Krankenhaus gebaut. Zum Gedenken stellte die Gemeinde Pankow 1911 eine Marmorbüste Mendels im Garten des Krankenhauses auf, die 1935 von den Nationalsozialisten entfernt wurde und verschollen ist. Für zwei Wahlperioden war Mendel außerdem von 1877 bis 1881 Abgeordneter des Reichstags, wo er sich in Gesundheitsfragen engagierte. 1906 wurde ihm der Titel Geheimer Medizinalrat verliehen.
Mendel gehörte 1893 zu den Gründern des Central-Vereins deutscher Staatsbürger jüdischen Glaubens und war Mitglied des Vorstands des Central-Vereins.

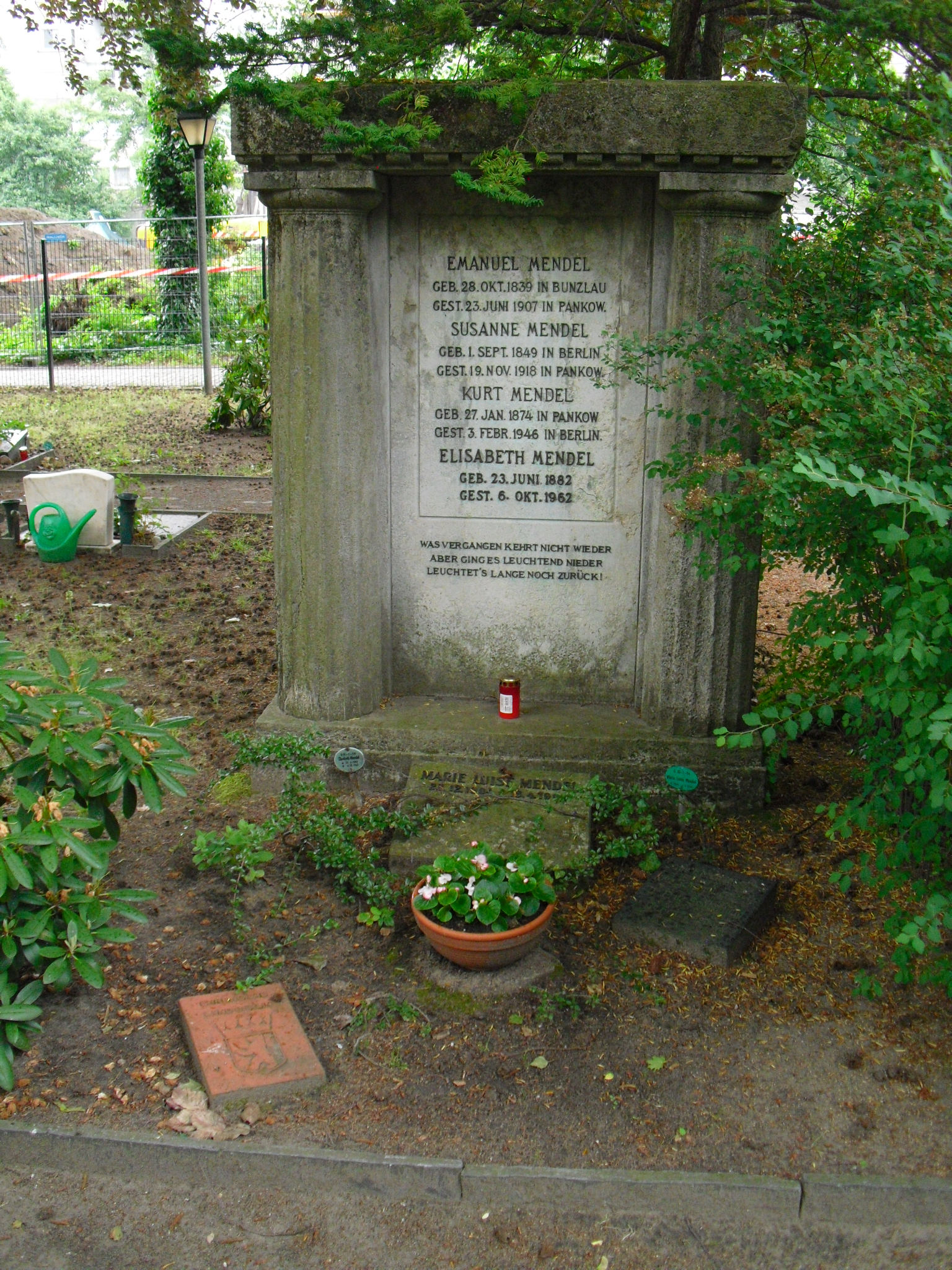
Grabstätte

Bei seinem Tod hinterließ er seine Frau Susanne, die beiden Söhne Kurt und Fritz sowie die Töchter Gertrud und Charlotte, die verheiratet mit Felix Gradenwitz in Berlin 1910 Mutter des 1968 nach Tel Aviv ausgewanderten Musikwissenschaftlers Peter Emanuel Gradenwitz wurde. Emanuel Mendel wurde als einzigem Pankower Bürger die Ehre zu Teil, im großen Saal des Rathauses aufgebahrt zu werden. Er ist auf dem Urnenfriedhof Gerichtstraße beigesetzt. Sein Grab ist als Ehrengrab der Stadt Berlin ausgewiesen.

## Werk
Mendel befasste sich vorwiegend mit der Erforschung und Therapie der progressiven Paralyse, der Manie und der Epilepsie. Theodor Ziehen würdigte seine Leistung dabei, Mendel habe die psychiatrische Monographie für Deutschland erst geschaffen. Er stand für eine Synthese von Psychiatrie und Neurologie. 1893 führte er ein Extrakt der australischen Pflanze Duboisia myoporoides in die Parkinson-Therapie ein. Er leitete eine Poliklinik mit Laboratorium, das zwar der Universität angegliedert war, ihr aber nicht angehörte. Nach seinem Tod 1907 übernahm sein Schüler Louis Jacobsohn-Lask die Leitung bis zur Schließung des Instituts 1914. Zu seinen bekannteren Schülern zählen außerdem Max Bielschowsky (1869–1940), Edward Flatau (1869–1932) und Lazar Minor (1855–1942).
Im Bezirk Pankow wurde bereits 1893 eine Straße, die beim Bau des Wasserwerkes entstand, nach ihm benannt. 1938 wurde die Straße in Elmstraße benannt, erhielt aber 1947 ihren alten Namen zurück. Auch eine Grundschule in Pankow ist nach ihm benannt. 2003 wurde außerdem am ehemaligen Wohnhaus der Familie Mendel in der Breite Straße 44 eine Gedenktafel enthüllt.

## Publikationen
- De operationibus ad sanandam epilepsiam adhibitis: Adjectis duabus observationibus. Berlin 1860.
- Die progressive Paralyse der Irren. Berlin 1880.
- Die Manie. Eine Monographie. Wien 1881. Nachdruck: VDM, Müller, Saarbrücken 2007, ISBN 978-3-8364-1899-7. Download kostenlos bei Google Books
- Der Hypnotismus. Hamburg 1889.
- Die hereditäre Syphilis in ihren Beziehungen zur Entwicklung von Krankheiten des Nervensystems. Berlin 1896.
- Leitfaden der Psychiatrie für Studirende der Medicin. Enke, Stuttgart 1902. Machdruck: VDM, Müller, Saarbrücken 2006, ISBN 978-3-86550-935-2.
- Beiträge zu Albert Eulenburgs Real-Encyclopädie der gesammten Heilkunde. Erste Auflage.
  - Band 2 (1880) (Digitalisat), S. 291–308: Blödsinn
  - Band 4 (1880) (Digitalisat), S. 8–22: Delirium; S. 22–23: Delirium acutum; S. 23–30: Delirium tremens; S. 30–43: Dementia paralytica
  - Band 8 (1881) (Digitalisat), S. 567–581: Manie; S. 664–688: Melancholie
  - Band 9 (1881) (Digitalisat), S. 215–223: Moral insanity
  - Band 14 (1883) (Digitalisat), S. 507–534: Verrücktheit
  - Band 15 (1883) (Digitalisat), S. 302–326 (Nachträge): Zurechnungsfähigkeit